# Cunard Line
Pour les articles homonymes, voir Cunard.
La Cunard Line est une compagnie maritime américano-britannique créée par le Canadien Samuel Cunard en 1838. C'est aujourd'hui la plus vieille compagnie de croisière et de transatlantique en activité. Elle fut pendant longtemps concurrencée par la White Star Line.

## Histoire

### Genèse
Lors de la Panique de 1837, le retard avec lequel circulent les nouvelles entre les négociants et banquiers de Liverpool et les producteurs de la vallée du Mississippi, avec un périple de près de deux mois, a aggravé la crise de surproduction de coton, premier produit d'exportation américain, ce qui amène les parlementaires américains à vouloir des liaisons plus rapides. La même année, le Congrès étudie un projet de liaison télégraphique, sur la base de l'invention présentée par Samuel Morse, entre New York et La Nouvelle-Orléans, mais il est écarté en raison de l'importance de l'investissement nécessaire.
Les Britanniques, qui ont aussi souffert financièrement de la crise, décident d'augmenter la vitesse de circulation sur la partie du trajet qu'ils maîtrisent, la traversée de l'océan. L'amirauté promet ainsi une subvention extrêmement généreuse à toute compagnie capable d'assurer un service régulier, rapide et surtout fiable, quels que soient le vent et la météo, pour le courrier postal et les journaux. En 1839, Samuel Cunard remporte l'appel d'offres et conclut avec l'Amirauté britannique. La subvention s'élevait à 60 000 livres sterling par an pendant sept ans, montant jugé « très généreux » et qui permettra à la Cunard d'être la seule à survivre sur ce marché en 1846. Au fur et à mesure, la ligne sera prolongée de Halifax, port canadien, donc britannique, jusqu'à Boston. L'un des premiers actionnaires, aux côtés de Samuel Cunard, est William Brown, de la société de négoce Brown, Shipley & Company, basée à Liverpool et très active dans l'importation de coton américain pour les industriels de Liverpool, Manchester, Sheffield, Birmingham et Leeds.

### Débuts

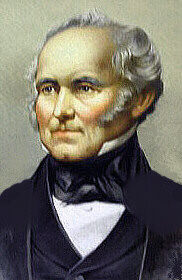
Sir Samuel Cunard.

Créée en 1838 par Samuel Cunard, la Cunard a exploité la première ligne transatlantique à vapeur pour passagers en 1840. Dans un premier temps, en 1840 également, elle assure le service de courrier transatlantique entre la Grande-Bretagne et le Canada (Halifax) puis les États-Unis.
Aussi est-elle autorisée, comme sa future concurrente la White Star Line, spécialiste des liaisons vers l'Australie, à placer le préfixe RMS (Royal Mail Ship) devant le nom de tous ses navires.
La première traversée de l'Atlantique entièrement à la vapeur est effectuée par le Sirius, qui relie Cork (Irlande) à New York en 18 jours et 14 heures, le 22 avril 1838, record battu dès le lendemain par son concurrent au titre de premier vapeur transatlantique, le Great Western. Dès le 4 juillet 1839, Samuel Cunard signe avec le gouvernement britannique l'engagement de faire la poste semi-mensuelle entre Liverpool, Halifax et Boston, service devenu plus tard hebdomadaire, avec double escale d'arrivée en Amérique, à Boston et New York. 
En 1840, le Britannia, premier navire à vapeur de la Cunard à naviguer entre Liverpool et Halifax, marque le début d'un service régulier pour les passagers et les cargaisons. La Cunard doit faire face à de nombreux concurrents au Royaume-Uni, en France, aux États-Unis et en Allemagne, mais elle reste un des leaders du marché des transatlantiques.
Alliée à l'ingénieur écossais Robert Napier pour fonder la British and North American Royal Mail Steam Packet Company, l'entreprise familiale a des chantiers à Bathurst, au Nouveau-Brunswick (Canada), qui produisent des dizaines de navires en bois grâce aux grandes forêts avoisinantes que la couronne britannique ne veut pas laisser à des forestiers insolvables, qu'elle rachète aussi sur l'Île-du-Prince-Édouard. La Cunard répond à un appel d'offres avec des navires offrant plus de 110 cabines et aura dix paquebots dès janvier 1848.

### Une rivale, la ligne Inman
Une ligne rivale des Cunard s'établit promptement à Liverpool : la ligne Inman, de la « Liverpool, New York and Philadelphia Steamship Company, fondée en 1840, tandis que dix ans plus tard, le « service Collins » avec son steamer l’Atlantic, part de New York le 27 avril 1850 pour Liverpool.
En 1854, lors de la Guerre de Crimée, les navires de la Cunard sont utilisés par le Royaume-Uni pour transporter les troupes.
Les paquebots Cunard inspirent les huit navires construits de 1862 à 1868 à Saint-Nazaire, port créé par les frères Péreire pour concurrencer les Chantiers Armand Guibert Chaigneau de Bordeaux, qui régnèrent sans partage en Europe de 1850 à 1856

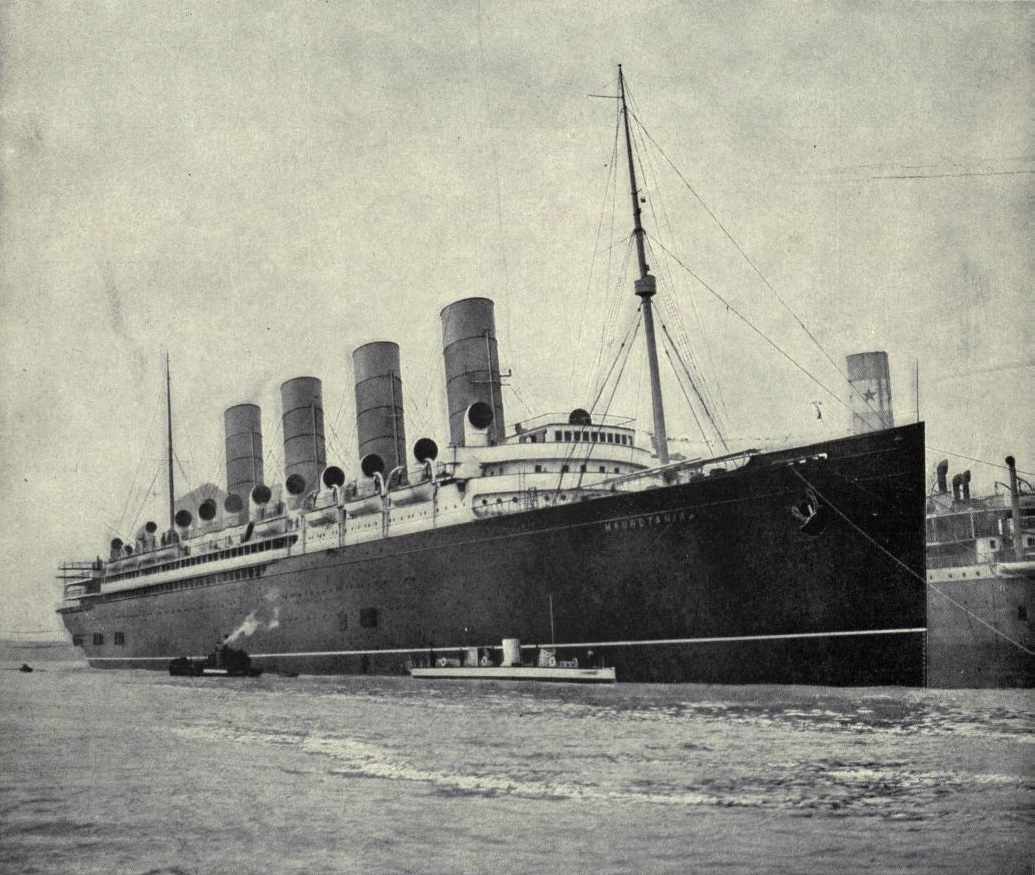
Le paquebot Mauretania en 1911.

Les plus grands paquebots de la Cunard avant la guerre de 1914 furent le Mauretania et le Lusitania surnommé "les lévriers des mers".

### La crise de 1929 et l'acquisition de la White Star
À partir de 1929, la Cunard, comme la White-Star, traverse une grave crise financière, qui a principalement pour cause la Grande dépression des années 1930. La Cunard doit arrêter la construction du futur Queen Mary dès 1931, pour des raisons financières. Sous la pression du gouvernement britannique qui assure leur survie, un accord de fusion est signé entre la Cunard et la White Star le 30 décembre 1933. Le 10 mai 1934, la compagnie Cunard White-Star Line est créée : elle est détenue à hauteur de 62 % par les anciens propriétaires de la Cunard, le reste revenant aux anciens propriétaires de la White Star. Le premier navire lancé par la nouvelle société est le Queen Mary qui gagnera le ruban bleu L'année a, en effet, été difficile : là où le nombre de passagers transatlantiques dépassait le million avant 1930, 1934 n'en voit que 460 000. L'Olympic, qui transportait en moyenne 950 passagers par traversée dans les années 1920 n'en a plus que 233 lors d'une traversée de mai 1934, ce qui explique les changements voulus par la compagnie.La fusion des deux compagnies a pour effet, que la compagnie nouvellement crée ce retrouve avec un surplus de navire. Plusieurs navires de grande taille, atteints par la limite de l'âge, sont envoyés à la ferraille dont l'Olympic et le Mauretania. 

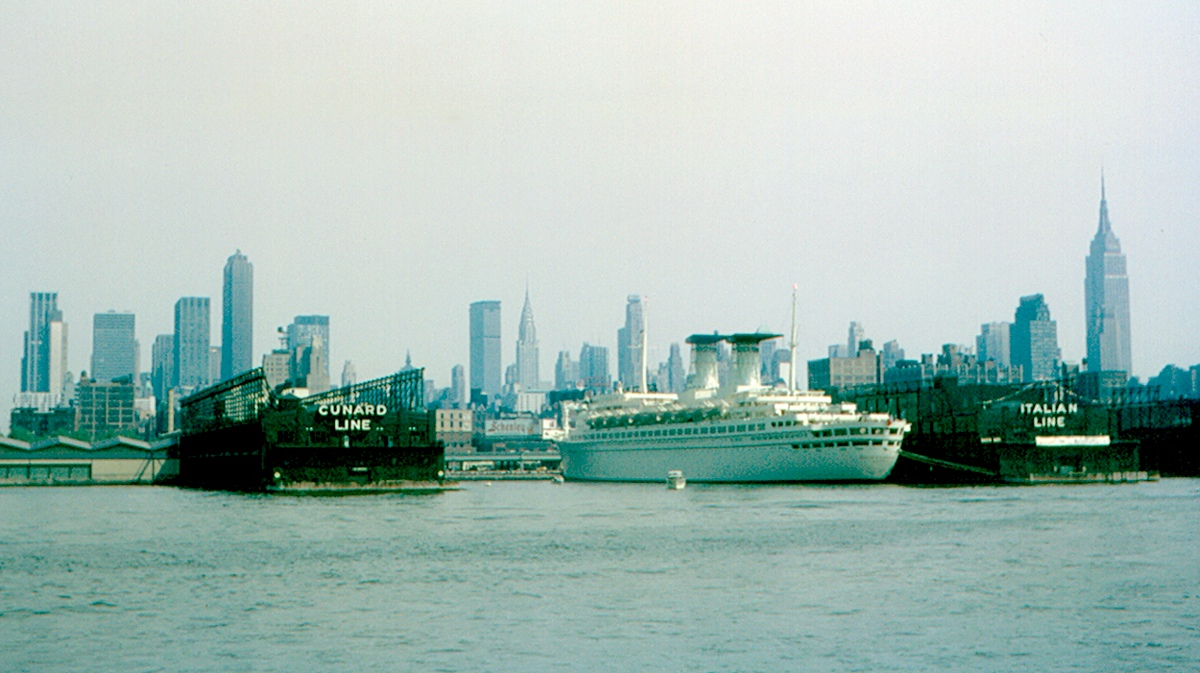
À gauche, le terminal de la Cunard Line à New York (Chelsea Piers). À droite, le paquebot Michelangelo amarré au terminal de l'Italian Line (1965).

En 1949, la Cunard acquiert le capital de la Cunard White-Star Line et la rebaptise Cunard Line. À partir de cette date, seuls le Georgic et le Britannic (troisième du nom) continuent à porter le drapeau de la White Star Line, le reste de la flotte battant pavillon de la Cunard Line. Ils sont retirés du service respectivement en 1956 et en 1960. Dans les années d'après-guerre, avec le renfort du Queen Elizabeth, la Cunard est le seul armement à proposer un service hebdomadaire entre l'Europe et l'Amérique du Nord. Toutefois, la chute dramatique de la fréquentation de ces paquebots oblige la compagnie à désarmer successivement le Queen Mary en 1967 et le Queen Elizabeth en 1968. L'inauguration du Queen Elizabeth 2 en 1969 se présente sous de sombres augures : apparition du Jumbo Jet Boeing 747, fréquentation des paquebots en chute libre, déception de la clientèle traditionnelle qui n'appréciait pas ses aménagements ultra-modernes. Ce n'est qu'avec le désarmement du France, son rival, en 1974, que le navire connait une augmentation de sa clientèle. Toutefois, en 1979, il faillit disparaître à son tour, lors du second choc pétrolier, sauvé in extremis par Margaret Thatcher qui impose des économies de fonctionnement drastiques. La clientèle augmente au fil des années et les profits réapparaissent. La ligne « historique » et la plus densément exploitée est la ligne Southampton-Cherbourg-New York. Après l'arrivée de l'Eurostar, en 1994, il a été décidé que l'acheminement des voyageurs de et vers la France s'effectuerait par ce nouveau service TGV direct Paris-Londres, avec, de ce fait, suppression de l'escale de Cherbourg (sauf une à deux fois par an).  Le Queen Mary 2, épaulé à certaines dates par le Queen Victoria et le Queen Elizabeth, assure une desserte régulière Europe-Amérique du Nord, toute l'année (sauf en janvier-février). 
Depuis plus d'un siècle et demi (183 ans), la Cunard domine, par sa renommée, les compagnies maritimes mondiales, aussi bien pour les traversées transatlantiques que pour les croisières[réf. nécessaire]. Ses navires ont joué un rôle important dans le développement de l'économie mondiale et ont participé à toutes les guerres britanniques, de la Guerre de Crimée à la Guerre des Malouines en passant par les deux Guerres mondiales[réf. nécessaire].

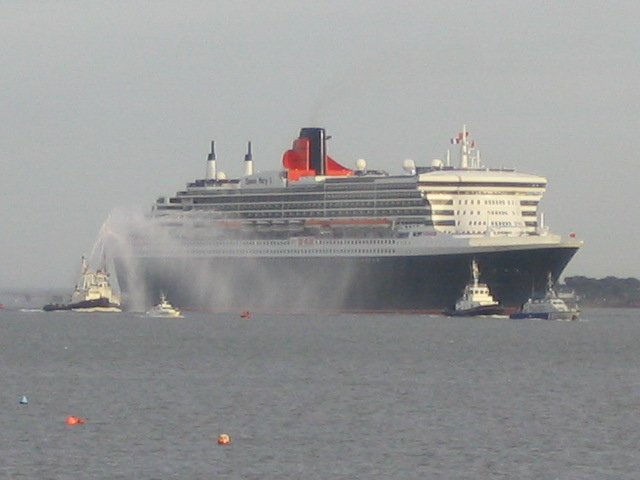
Le Queen Mary 2, navire amiral de la Cunard.

La fréquentation des lignes maritimes commence à baisser vers la fin des années 1950, alors que la concurrence de l'avion à réaction se fait de plus en plus présente. En quelques années, la plupart des grands paquebots transatlantiques sont désarmés ou reconvertis, et le dernier navire de ce type à être lancé est le Queen Elizabeth 2 en 1969. De 1975 à 2004, le Queen Elizabeth 2 (70 300 tonnes) est quasiment l'unique paquebot à assurer régulièrement la traversée de l'Atlantique Nord, recréant ainsi un intérêt pour ce type de transport. Il est remplacé dans son itinéraire transatlantique par le Queen Mary 2 (150 000 tonnes), qui perpétue la tradition de la Cunard. Le Queen Victoria (90 000 tonnes) est mis en service en 2007. Le Queen Elizabeth 2 est retiré de la flotte en 2008. Le Queen Elizabeth (92 000 tonnes) rejoint la flotte en octobre 2010.
Le 25 septembre 2017, Cunard annonce un nouvel ajout à la flotte, baptisé Queen Anne. Il est construit dans le chantier naval Fincantiéri à Venise et entre en service en mai 2024, avec son port d'attache à Hamilton. C'est la première fois depuis 1998 que Cunard a quatre navires simultanément en service.

## Absorptions

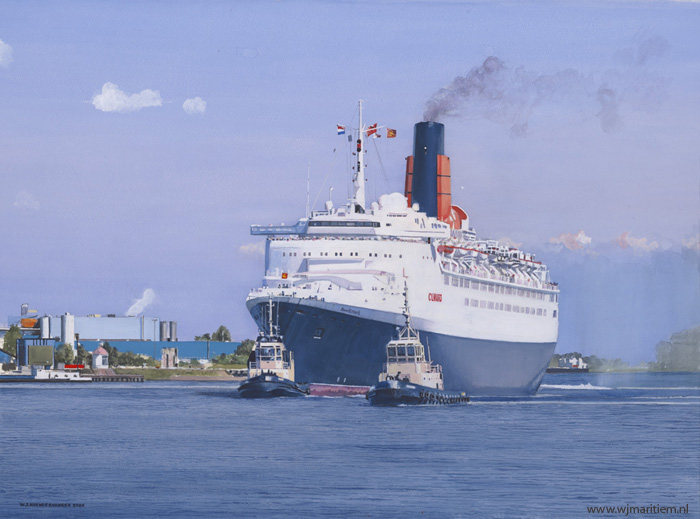
Peinture du Queen Elizabeth 2

- En 1934, la Cunard Line absorbe la White Star Line (1845 -1934).

- En 1983, la Norwegian America Line.

- Royal Viking Line

## Chronologie des navires de la Cunard
| Nom du navire     | Année de construction | Années de service | Type                 | Jauge                                | Classe           | Fin                                             |
| « Unicorn »       | 1836                  | 1840-1846         | Roues à aubes        | 650 tx                               | -                | Vendu en 1846                                   |
| « Margaret »      | 1839                  | 1840-1859         | Roues à aubes        | 700 tx                               | -                | Vendu en 1859                                   |
| « Britannia »     | 1840                  | 1840-1849         | Roues à aubes        | 1150 tx                              | Classe Britannia | Vendu en 1849                                   |
| « Acadia »        | 1840                  | 1840-1849         | Roues à aubes        | 1150 tx                              | Classe Britannia | Vendu en 1849                                   |
| « Caledonia »     | 1840                  | 1840-1850         | Roues à aubes        | 1150 tx                              | Classe Britannia | Vendu en 1850                                   |
| « Columbia »      | 1841                  | 1841-1843         | Roues à aubes        | 1150 tx                              | Classe Britannia | Échoué sur l'île aux Phoques en 1843            |
| « Hibernia »      | 1843                  | 1843-1850         | Roues à aubes        | 1400 tx                              | Classe Britannia | Vendu en 1850                                   |
| « Cambria »       | 1844                  | 1845-1860         | Roues à aubes        | 1400 tx                              | Classe Britannia | Vendu en 1860                                   |
| « America »       | 1848                  | 1848-1863         | Roues à aubes        | 1850 tx                              | Classe America   | Vendu en 1863                                   |
| « Niagara »       | 1848                  | 1848-1866         | Roues à aubes        | 1850 tx                              | Classe America   | Vendu en 1866                                   |
| « Europa »        | 1848                  | 1848-1867         | Roues à aubes        | 1850 tx                              | Classe America   | Vendu en 1867                                   |
| « Canada »        | 1848                  | 1848-1866         | Roues à aubes        | 1850 tx                              | Classe America   | Vendu en 1866                                   |
| « British Queen » | 1849                  | 1852-1898         | Roues à aubes        | 773 tx                               | -                | Démoli en 1898                                  |
| « Asia »          | 1850                  | 1850-1868         | Roues à aubes        | 2250 tx                              | Classe America   | Vendu en 1868                                   |
| « Africa »        | 1850                  | 1850-1868         | Roues à aubes        | 2250 tx                              | Classe America   | Vendu en 1868                                   |
| « Arabia »        | 1852                  | 1852-1864         | Roues à aubes        | 2400 tx                              | -                | Vendu en 1864                                   |
| « Andes »         | 1852                  | 1852-1859         | Hélice               | 1400 tx                              | -                | Vendu en 1859                                   |
| « Balbec »        | 1852                  | 1852-1884         | Hélice               | 774 tx                               | -                | Démoli en 1884                                  |
| « Alps »          | 1853                  | 1853-1859         | Hélice               | 1400 tx                              | -                | Vendu en 1859                                   |
| « Melita »        | 1853                  | -                 | -                    | 1254 tx                              | -                | -                                               |
| « Emeu »          | 1853                  | 1854-1859         | Hélice               | 1538 tx                              | -                | Vendu en 1859 à la P&O                          |
| « Taurus »        | 1853                  | 1853-1859         | Hélice               | 1538 tx                              | -                | Vendu en 1859 à l'Espagne                       |
| « Lebanon »       | 1854                  | -                 | Hélice               | 1373 tx                              | -                | -                                               |
| « Jura »          | 1854                  | 1854-1860         | Hélice               | 2200 tx                              | -                | Vendu à l'Allan Line en 1860                    |
| « Etna »          | 1855                  | 1855-1860         | Hélice               | 2200 tx                              | -                | Vendu à l'Inman Line en 1860                    |
| « Damascus »      | 1856                  | 1856-1865         | Hélice               | 1214 tx                              | -                | Vendu à l'Allan Line en 1860                    |
| « Persia »        | 1856                  | 1856-1869         | Roues à aubes en fer | 3300 tx                              | -                | Vendu en 1869                                   |
| « Nemisis »       | 1857                  | -                 | Hélice               | 2717 tx                              | -                | -                                               |
| « Australasian »  | 1857                  | 1859-1876         | Hélice               | 2700 tx                              | -                | Vendu en 1876                                   |
| « Palestine »     | 1858                  | 1858-1872         | Hélice               | 1800 tx-2867 tx après refonte (1871) | -                | Vendu en 1872                                   |
| « Hecla »         | 1860                  | 1860-1881         | Hélice               | 1785 tx-2421 tx après refonte (1871) | Classe Hecla     | Vendu en 1881 à Laird Bros.                     |
| « Olympus »       | 1860                  | 1860-1881         | Hélice               | 1794 tx-2425 tx après refonte (1872) | Classe Hecla     | Démoli en 1881                                  |
| « Atlas »         | 1860                  | 1860-1896         | Hélice               | 1794 tx                              | Classe Hecla     | Démoli en 1896                                  |
| « Kedar »         | 1860                  | 1860-1897         | Hélice               | 1785 tx                              | Classe Hecla     | Démoli en 1897                                  |
| « Marathon »      | 1860                  | 1860-1898         | Hélice               | 1785 tx                              | Classe Hecla     | Démoli en 1898                                  |
| « Morocco »       | 1861                  | 1861              | Hélice               | 1855 tx                              | -                | -                                               |
| « Sidon »         | 1861                  | 1861-1885         | Hélice               | 1872 tx                              | -                |                                                 |
| « Lusitania »     | 1906                  | 1915              | Hélice               |                                      |                  | Naufrage par torpille lors de la guerre en 1915 |

## Flotte actuelle
| Navire          | Construction | En service   | Type                | Jauge brute | Statut     | Image |
| --------------- | ------------ | ------------ | ------------------- | ----------- | ---------- | ----- |
| Queen Mary 2    | 2003         | 2004–présent | Paquebot            | 149 215 jb  | En service |       |
| Queen Victoria  | 2007         | 2007–présent | Navire de croisière | 90 049 jb   | En service |       |
| Queen Elizabeth | 2010         | 2010–présent | Navire de croisière | 90 901 jb   | En service |       |
| Queen Anne      | 2019-2024    | 2024-présent | Navire de croisière | 113 300 jb  | En service |       |

## Anciens navires
- RMS Queen Mary (1936–1967)
- RMS Queen Elizabeth (1946–1968)
- Queen Elizabeth 2 (1969–2008)

## Entreprises partenaires
La compagnie Cunard Line sous-traite certains services à d'autres sociétés, telles que Steiner Leisure pour les services de spa.